# Ponte de Lima
Ponte de Lima is een gemeente in het Portugese district Viana do Castelo.
De gemeente heeft een totale oppervlakte van 321 km² en telde 44.343 inwoners in 2001.

## Plaatsen in de gemeente
| - Anais - Arca - Arcos - Arcozelo - Ardegão - Bárrio - Beiral do Lima - Bertiandos - Boalhosa - Brandara - Cabaços - Cabração - Calheiros - Calvelo - Cepões - Correlhã - Estorãos | - Facha - Feitosa - Fojo Lobal - Fontão - Fornelos - Freixo - Friastelas - Gaifar - Gandra - Gemieira - Gondufe - Labruja - Labrujó - Mato - Moreira do Lima - Navió - Poiares | - Ponte de Lima - Queijada - Refóios do Lima - Rendufe - Ribeira - Sá - Sandiães - Santa Comba - Santa Cruz do Lima - Santa Maria de Rebordões - Seara - Serdedelo - Souto de Rebordões - Vilar das Almas - Vilar do Monte - Vitorino das Donas - Vitorino dos Piães |

Arcos de Valdevez · Caminha · Melgaço · Monção · Paredes de Coura · Ponte da Barca · Ponte de Lima · Valença · Viana do Castelo · Vila Nova de Cerveira

Portugal: Districten